# Castilleja irasuensis
Castilleja irasuensis là loài thực vật có hoa thuộc họ Cỏ chổi. Loài này được Oerst. mô tả khoa học đầu tiên năm 1853.